# Reformierte Kirche Passugg-Araschgen

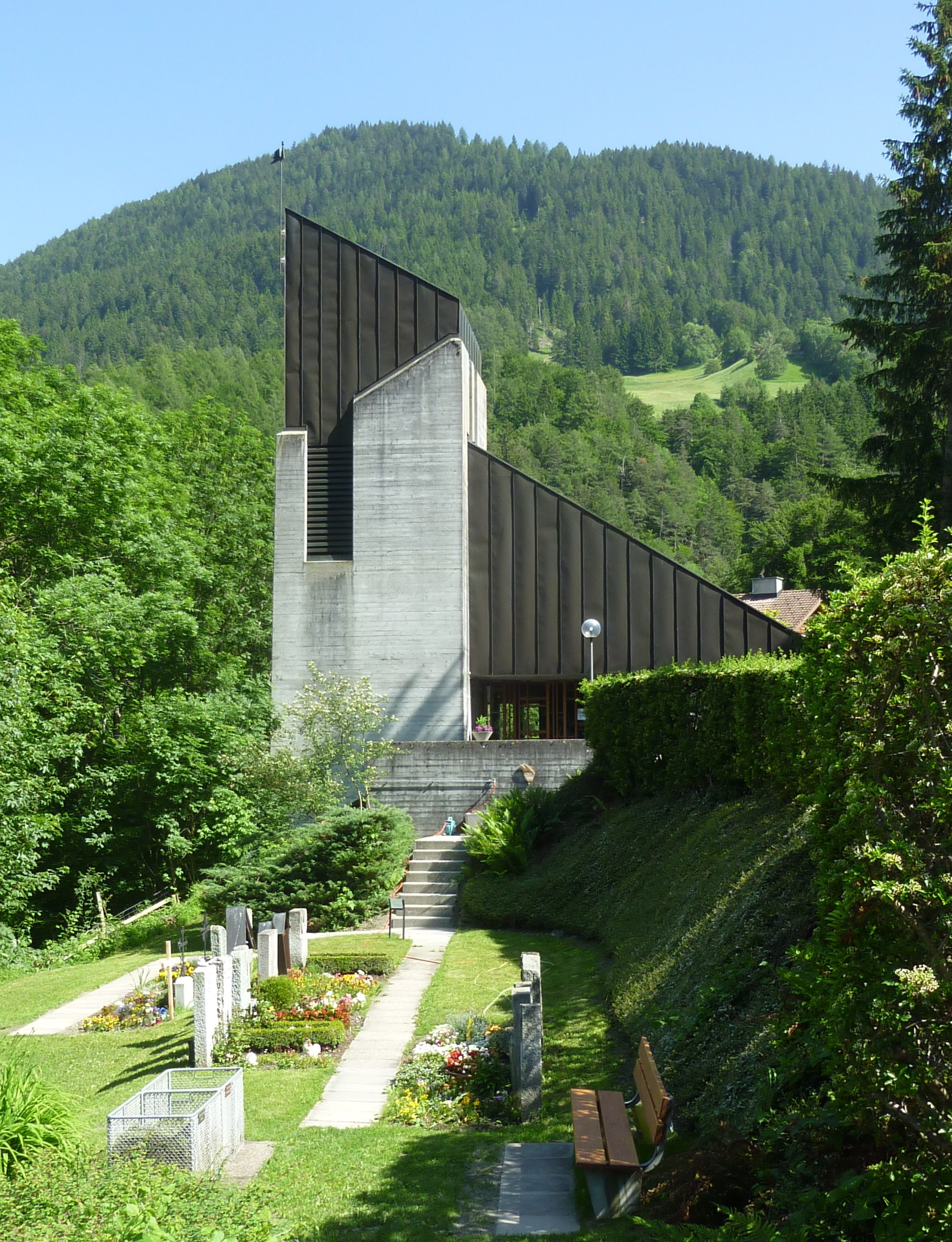
Kirche und Friedhof

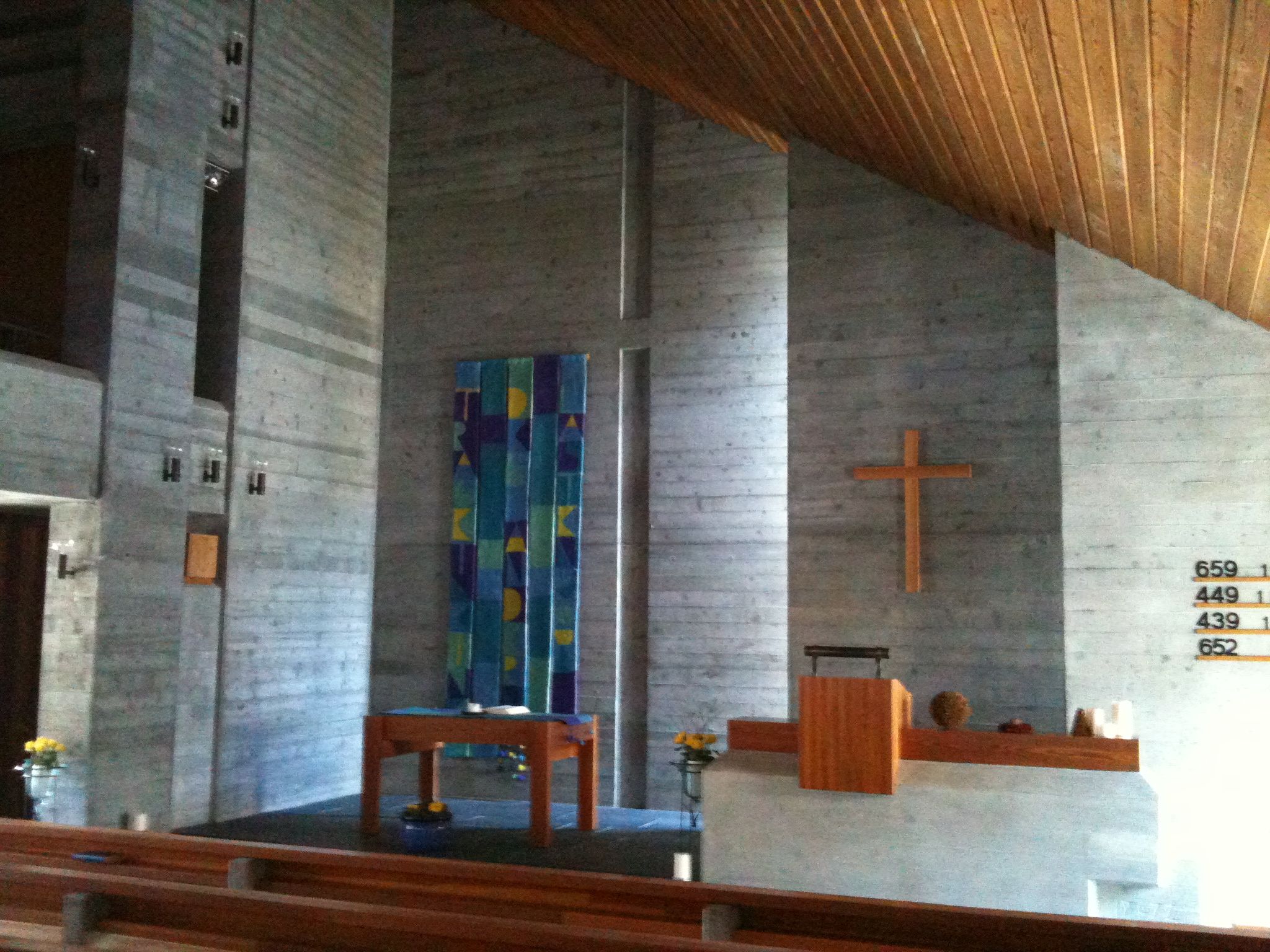
Inneres

Die reformierte Kirche in Passugg-Araschgen ist ein evangelisch-reformiertes Gotteshaus unter dem Denkmalschutz des Kantons Graubünden. Die am Abhang über der Strasse gelegene Kirche befindet sich im Kronenhofweg im Ortsteil Vorderaraschgen auf Churer Gemeindegebiet.

## Geschichte und Ausstattung
Die Kirche, deren Finanzierung erst durch eine Schenkung einer anonym gebliebenen Person gesichert werden konnte, wurde 1964–1972 nach Plänen von Andres Liesch als moderner Sakralbau aus Beton errichtet. Das Gebäude, unter Federführung der Reformierten konzipiert, wird als Simultankirche von beiden Konfessionen benutzt. Die Besitzverhältnisse sehen einen 2/3-Anteil der Reformierten und einen 1/3-Anteil der Katholiken vor. Dies bedingte von Beginn an mancherlei Kompromisse: so sind die Hostien in einem sehr schlichten, unauffälligen Holztabernakel untergebracht; auf reformierter Seite wurde ein Holzkreuz an der Wand akzeptiert, das zusätzlich neben einem stilisierten, vom Architekten in die Wand eingefügten Kreuz zu stehen kommt.
Im quadratischen Chor steht zentral ein hölzerner Abendmahlstisch.
Auf der Seitenempore befindet sich eine einmanualige Orgel mit sieben Registern.

## Kirchliche Organisation
Die Evangelisch-reformierte Landeskirche Graubünden führt Passugg-Araschgen gemeinsam mit Tschiertschen und Praden als Teil der gemeinsamen Kirchgemeinde Steinbach.
Der der Kirche vorgelagerte Friedhof gehört der Stadt Chur.